# New Police Story
New Police Story (traditionel kinesisk: 新警察故事; pinyin: Xīn Jǐngchá Gùshì, Jyutping: San ging chaat goo si) er en Hongkong krimi- og actionfilm fra 2004 produceret og spillet af Jackie Chan i hovedrollen. Filmen er instrueret af Benny Chan. 
Filmen er en remake af Police Story serien. New Police Story bygger meget mere på drama og action end sine forgængere.